# Georges Sérès
Georges Sérès (ur. 6 kwietnia 1887 w Romieu – zm. 26 czerwca 1951 w Suresnes) – francuski kolarz torowy i szosowy, trzykrotny medalista torowych mistrzostw świata.

## Kariera
Pierwszy sukces w karierze Georges Sérès osiągnął w 1919 roku, kiedy zdobył mistrzostwo kraju w wyścigu ze startu zatrzymanego zawodowców. Na rozgrywanych rok później torowych mistrzostwach świata w Antwerpii zdobył złoty medal w tej samej konkurencji, a podczas mistrzostw świata w Paryżu w 1924 roku był drugi za Belgiem Victorem Linartem. Ostatni medal wywalczył na mistrzostwach świata w Amsterdamie, gdzie zajął trzecie miejsce - wyprzedzili go tylko jego rodak Robert Grassin oraz Holender Jan Snoek. Ponadto kilkakrotnie zdobywał medale torowych mistrzostw Francji, w tym pięć złotych. Nigdy nie wystąpił na igrzyskach olimpijskich. Startował również w wyścigach szosowych, ale bez większych sukcesów.
Jego syn Georges Sérès Jr. również był kolarzem.